# Caenis melanoleuca
Caenis melanoleuca is een haft uit de familie Caenidae. De wetenschappelijke naam van de soort is voor het eerst geldig gepubliceerd in 2004 door Zhou & Zheng.
De soort komt voor in het Palearctisch gebied.